# GSC2908-173
GSC2908-173 — хімічно пекулярна зоря спектрального класу B6, що має видиму зоряну величину в смузі V приблизно  9,8.